# Aphytis confusus
Aphytis confusus är en stekelart som beskrevs av Debach och Rosen 1976. Aphytis confusus ingår i släktet Aphytis och familjen växtlussteklar. Inga underarter finns listade i Catalogue of Life.